# Sandnessjøens flygplats, Stokka
Sandnessjøens flygplats, Stokka (norska: Sandnessjøen lufthavn, Stokka; IATA: SSJ, ICAO: ENST
) är en regional flygplats på ön Alsten sydväst om Sandnessjøen i Norge. Flygplatsen ligger i kommunen Alstahaug i Nordlands län, 10,2 km sydväst om Sandnessjøen. År 2014 betjänade Sandnessjøens flygplats 74 138 passagerare. Den drivs av Avinor.

## Historik

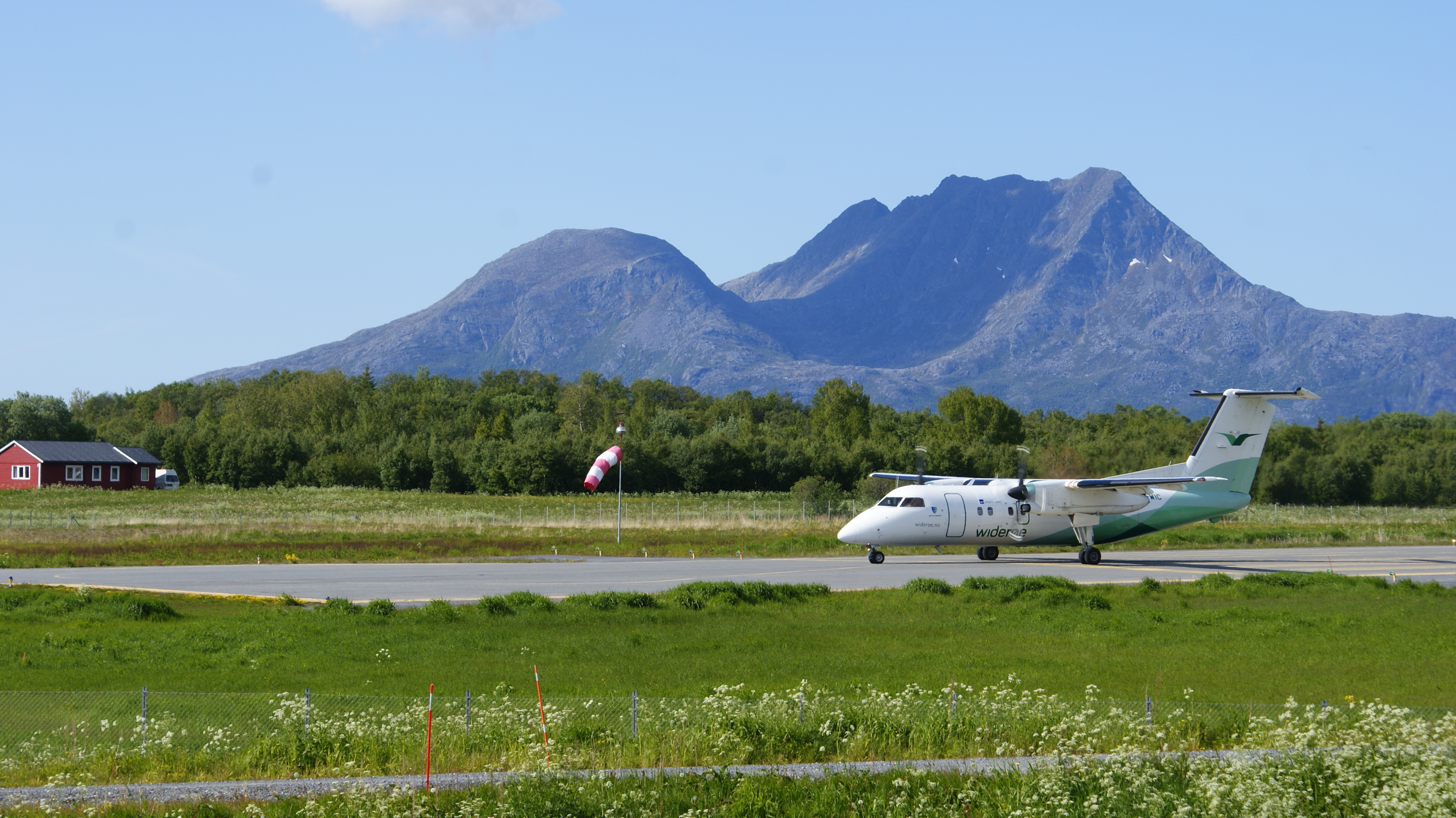
Widerøe de Havilland Canada Dash-8 103 på väg mot takeoff.

Den första flygvägen längs Norges västkust mellan Bergen och Tromsø startade 7 juni 1935 med sjöflygplan med tre veckovisa avgångar och mellanlandningar i Ålesund, Molde, Kristiansund, Trondheim, Brønnøysund, Sandnessjøen, Bodø, Narvik och Harstad. Det Norske Luftfartsselskap (DNL) hade exklusiva rättigheter för rutten och flög den till en början med en Junkers W 34 med pontoner kallad "Ternen". Det stod snart klart att W 34 var för liten och sommaren 1936 uppgraderade DNL till en större Junkers Ju 52 med pontoner. Alla flyg avbröts 1940 under Nazitysklands ockupation av Norge. Efter kriget startade DNL om kustvägen med samma utrustning. Widerøe tog senare över de lokala kustvägarna.
Eftersom flygplanen endast kunde användas i dagsljus och vid bra väder, ansågs en stabilare flygtransportlösning vara nödvändig då trafikvolymen växte stadigt. Närmaste flygplats var i Bodø, 5-6 timmars bilfärd med färja. För att pröva ett nytt koncept med regionala flygplatser fick fyra städer längs Helgelandskusten flygplatser 1968 (Sandnessjøen, Namsos, Brønnøysund och Mo i Rana). 1 juli 1968 startade Widerøe, med exklusiva rättigheter, Helgelandsrutten med mellanlandningar vid alla fyra städerna mellan Trondheim och Bodø. Rutten flögs ursprungligen med Twin Otters.
År 2014 förlängdes landningsbanan från 1 086 till 1 409 meter ("Takeoff Run Available" från 931 till 1199).

## Faciliteter och infrastruktur
Det finns inga butiker eller restauranger på flygplatsen. Parkering finns tillgängligt utanför terminalen. Ett bolag står för biluthyrning. Flygbuss hämtar resenärer på beställning.  

## Flygbolag och destinationer
Sandnessjøens flygplats betjänas av Widerøe med Dash 8-flygplan som förbinder samhället med Bodø, Trondheim och Oslo. Linjerna till Bodø och Trondheim trafikeras enligt avtal om allmän trafikplikt med det norska transport- och kommunikationsdepartementet och har mellanlandningar i Brønnøysund, Mo i Rana och Mosjøen.
Måndag 27 juni 2011 Widerøe startades sträckan Oslo-Sandnessjøen. Den var ursprungligen tänkt att endast vara en sommartjänst, med fyra veckoavgångar från 27 juni till 14 augusti. Tjänsten var mer populär än väntat och från den 31 oktober samma år gjorde Widerøe rutten till en helårstrafik med tre avgångar per vecka.
| Flygbolag | Destinationer                                                            |
| --------- | ------------------------------------------------------------------------ |
| Widerøe   | Bodø, Brønnøysund, Namsos (börjar 31 mars 2024), Oslo, Rørvik, Trondheim |